# Unione Sportiva Alessandria Calcio 1912 2019-2020
Questa voce raccoglie le informazioni riguardanti l'Unione Sportiva Alessandria Calcio 1912 nelle competizioni ufficiali della stagione 2019-2020.

## Stagione
Nella stagione 2019-2020 l'Alessandria disputa il girone A del campionato di Serie C. Un campionato non portato a termine, stante l'aggravarsi della pandemia da Covid-19, che ha piegato anche il mondo del calcio, costretto ad interrompere il torneo a metà febbraio, quando si erano disputate 26 giornate, molte a porte chiuse. L'8 giugno il Consiglio Federale ha omologato i risultati ottenuti sul campo fino alla 26ª giornata. Il Monza è stato promosso in Serie B, dalla seconda alla undicesima hanno disputato i Play-off per stabilire la quarta promossa nel campionato cadetto. Il Gozzano è retrocesso in Serie D, dalla sedicesima alla diciannovesima, disputano il Play-out, per definire l'ultima retrocessa. L'Alessandria che nel girone di andata è stata allenata da Cristiano Scazzola al momento della sospensione è allenata da Angelo Gregucci ed è sesta in classifica con 40 punti, disputa il primo turno dei Play-out e lo supera per la non partecipazione della Pro Patria agli spareggi, nel secondo turno del girone i grigi hanno superato (3-2) il Siena, nel primo turno della fase nazionale dei Play-off, l'Alessandria pareggia (2-2) a Carpi, che passa il turno perché terzo in campionato nel girone B. Miglior marcatore di questa anomale stagione dei grigi è stato Umberto Eusepi che firma 12 reti. Ad agosto l'Alessandria partecipa alla Coppa Italia nazionale con poca fortuna, viene eliminata dal Monza (2-0) nel primo turno. Poi partecipa alla Coppa Italia di Serie C dove nel primo turno eliminatorio supera (4-1) il Renate, poi nei sedicesimi perde (2-3) con la Pro Patria.

## Divise e sponsor
Lo sponsor tecnico per la stagione 2019-2020 è Erreà, mentre gli sponsor ufficiali sono GLS Corriere espresso, Costruzioni S.r.l., Città della Salute e Carbotermo.
| 1ª divisa | 2ª divisa |

## Organigramma societario
Area direttiva
- Presidente: Luca Di Masi

Area organizzativa
- Segretario generale e delegato alla sicurezza: Stefano Toti
- Team manager: Filippo Giordanengo
- Segreteria amministrativa: Cristina Bortolini e Federica Rosina
- Responsabile rapporti con la tifoseria: Mario Di Cianni

Area comunicazione
- Responsabile: Gigi Poggio
- Ufficio stampa: Mauro Risciglione, Michela Amisano e Tino Pastorino
- Speaker stadio: Federico "Feo" Mazzarello

Area marketing
- Direttore commerciale: Luca Borio
- Addetto commerciale: Federico Vaio

Area tecnica
- Direttore sportivo: Fabio Artico
- Allenatore: Cristiano Scazzola (fino al 19 gennaio 2020), Angelo Gregucci
- Allenatore in seconda: Marco Martini
- Preparatore atletico: Stefano Bortolan, (dal 24 gennaio 2020) Alessandro Scaia
- Preparatore dei portieri: Andrea Servili
- Recupero infortuni: Giorgio Bertolone
- Magazziniere: Gianfranco Sguaizer

Area sanitaria
- Responsabile medico: Dr. Giorgio Musiari
- Medico sociale: Dr. Paolo Gentili e Dr. Silvio Testa
- Fisioterapisti: Simone Conti e Andrea Giacobbe
- Osteopata: Jacopo Capocchiano

## Rosa
Aggiornata al 16 gennaio 2020.
| N. |                    | Ruolo | Calciatore                    |
| -- | ------------------ | ----- | ----------------------------- |
| 1  | Italia (bandiera)  | P     | Alex Valentini (vicecapitano) |
| 2  | Italia (bandiera)  | D     | Marco Ponzio                  |
| 2  | Italia (bandiera)  | D     | Alessandro Eleuteri           |
| 3  | Italia (bandiera)  | D     | Giacomo Sciacca               |
| 4  | Italia (bandiera)  | C     | Riccardo Chiarello            |
| 5  | Italia (bandiera)  | D     | Alberto Dossena               |
| 6  | Italia (bandiera)  | D     | Filippo Gilli                 |
| 7  | Nigeria (bandiera) | A     | Franklyn Akammadu             |
| 8  | Italia (bandiera)  | C     | Fabio Castellano              |
| 9  | Italia (bandiera)  | A     | Umberto Eusepi                |
| 10 | Italia (bandiera)  | C     | Davide Di Quinzio             |
| 11 | Brasile (bandiera) | A     | Francisco Sartore             |
| 12 | Italia (bandiera)  | P     | Christian Marietta            |
| 13 | Italia (bandiera)  | C     | Matteo Gerace                 |

| N. |                                 | Ruolo | Calciatore                  |
| -- | ------------------------------- | ----- | --------------------------- |
| 14 | Italia (bandiera)               | C     | Alessandro Gazzi (capitano) |
| 15 | Albania (bandiera)              | D     | Kleto Gjura                 |
| 16 | Italia (bandiera)               | C     | Federico Casarini           |
| 17 | Italia (bandiera)               | D     | Giuseppe Agostinone         |
| 18 | Australia (bandiera)            | D     | Gabriel Cleur               |
| 19 | Italia (bandiera)               | D     | Giuseppe Prestia            |
| 20 | Italia (bandiera)               | D     | Andrea Cambiaso             |
| 21 | Italia (bandiera)               | D     | Raffaele Celia              |
| 22 | Italia (bandiera)               | P     | Lorenzo Crisanto            |
| 23 | Italia (bandiera)               | A     | Luca Pandolfi               |
| 24 | Bosnia ed Erzegovina (bandiera) | C     | Ćazim Suljić                |
| 25 | Marocco (bandiera)              | D     | Oussama M'Hamsi             |
| 30 | Italia (bandiera)               | A     | Andrea Arrighini            |
| 33 | Italia (bandiera)               | D     | Francesco Cosenza           |

## Risultati

### Serie C

#### Girone di andata
| Arbitro: | Fiero (Pistoia) |

|                          |           |                               |
| Chiarello 70’ Eusepi 73’ | Marcatori | 36’ (aut.) Prestia 82’ Budkva |

| Arbitro: | Zufferli (Udine) |

|             |           |               |
| Valente 24’ | Marcatori | 45+1’ Sartore |

| Arbitro: | Cavaliere (Paola) |

|               |           |  |
| Arrighini 53’ | Marcatori |  |

| Arbitro: | Zucchetti (Foligno) |

|  |           |                                                         |
|  | Marcatori | 4’ Arrighini 47’ (aut.) Dalla Bernardina 90+3’ Akammadu |

| Arbitro: | Caldera (Como) |

|  |           |                   |
|  | Marcatori | 13’ (rig.) Eusepi |

| Arbitro: | Cosso (Reggio Calabria) |

|                                                          |           |  |
| Eusepi 2’ Prestia 7’ Chiarello 28’ Pandolfi 90+3’ (rig.) | Marcatori |  |

| Arbitro: | Fontani (Reggio Calabria) |

|  |           |                    |
|  | Marcatori | 45’, 90’ Chiarello |

| Arbitro: | Pascarella (Nocera Inferiore) |

|  |           |                        |
|  | Marcatori | 70’ Piana 78’ De Cenco |

| Arbitro: | Pirrotta (Barcellona Pozzo di Gotto) |

|           |           |            |
| Celia 15’ | Marcatori | 60’ Iovine |

| Arbitro: | Maggio (Lodi) |

|             |           |            |
| G. Gori 59’ | Marcatori | 43’ Eusepi |

| Arbitro: | Nicolini (Brescia) |

|              |           |                         |
| Pandolfi 13’ | Marcatori | 90+3’ (rig.) Cerretelli |

| Arbitro: | Valerio MaranesiMaranesi (Ciampino) |

|                                               |           |               |
| Sibilli 68’ Gelli 72’ (86) Kouko 90+1’ (rig.) | Marcatori | 43’ Arrighini |

| Arbitro: | Cudini (Fermo) |

|            |           |  |
| Eusepi 29’ | Marcatori |  |

| Busto Arsizio 10 novembre 2019, ore 17.30 CET 14ª giornata | Pro Patria       | 0 – 0 referto | Alessandria | Stadio Carlo Speroni (999 spett.)\| Arbitro: \| Galipò (Firenze) \| |
| Arbitro:                                                   | Galipò (Firenze) |               |             |                                                                     |

| Arbitro: | Kumara (Verona) |

|               |           |                 |
| Chiarello 42’ | Marcatori | 62’ Zanimacchia |

| Arbitro: | Santoro (Messina) |

|                             |           |  |
| N. Rigoni 71’ Armellino 85’ | Marcatori |  |

| Arbitro: | De Santis (Lecce) |

|            |           |                               |
| Eusepi 64’ | Marcatori | 22’ Lombardo 80’, 88’ Guidone |

| Arbitro: | Carella (Bari) |

|                          |           |              |
| Bakayoko 38’ Ciccone 46’ | Marcatori | 22’ Casarini |

| Arbitro: | D'Ascanio (Ancona) |

|                           |           |                     |
| Arrighini 21’ Sciacca 48’ | Marcatori | 56’ (rig.) S. Rosso |

#### Girone di ritorno
| Arbitro: | Carrione (Castellammare di Stabia) |

|  |           |              |
|  | Marcatori | 54’ Casarini |

| Arbitro: | Bordin (Bassano del Grappa) |

|                          |           |                           |
| Arrighini 51’ Eusepi 87’ | Marcatori | 53’ Valente 63’ Infantino |

| Arbitro: | Moriconi (Roma) |

|                  |           |  |
| Guglielmotti 22’ | Marcatori |  |

| Arbitro: | F. Longo (Paola) |

|                              |           |                                        |
| Casarini 50’ Eusepi 63’ (79) | Marcatori | 69’ Biancu 82’ Altare 90+1’ Pennington |

| Alessandria 2 febbraio 2020, ore 15.00 CET 24ª giornata | Alessandria    | 0 – 0 referto | Pianese | Stadio Giuseppe Moccagatta (1304 spett.)\| Arbitro: \| Luciani (Roma) \| |
| Arbitro:                                                | Luciani (Roma) |               |         |                                                                          |

| Arbitro: | Arace (Lugo di Romagna) |

|                  |           |               |
| Manconi 23’, 36’ | Marcatori | 44’ Chiarello |

| Arbitro: | Zucchetti (Foligno) |

|                      |           |          |
| Cosenza 6’ Celia 44’ | Marcatori | 57’ Bobb |

| Arbitro: | Kumara (Verona) |

|  |           |                |
|  | Marcatori | 78’ Martignago |

| Como 2020, ore 20:45 CET 28ª giornata | Como | – Campionato concluso a causa della pandemia da COVID-19. | Alessandria | Stadio Giuseppe Sinigaglia |

| Alessandria 2020, ore 17:30 CET 29ª giornata | Alessandria | – | Arezzo | Stadio Giuseppe Moccagatta |

| Pistoia 2020, ore 15:00 CET 30ª giornata | Pistoiese | – | Alessandria | Stadio Marcello Melani |

| Alessandria 2020, ore 17:30 CET 31ª giornata | Alessandria | – | AlbinoLeffe | Stadio Giuseppe Moccagatta |

| Novara 2020, ore 17:30 CET 32ª giornata | Novara | – | Alessandria | Stadio Silvio Piola |

| Alessandria 2020, ore 20:45 CET 33ª giornata | Alessandria | – | Pro Patria | Stadio Giuseppe Moccagatta |

| Alessandria 2020, ore 17:30 CEST 34ª giornata | Juventus U23 | – | Alessandria | Stadio Giuseppe Moccagatta |

| Alessandria 2020, ore 17:30 CEST 35ª giornata | Alessandria | – | Monza | Stadio Giuseppe Moccagatta |

| Siena 2020, ore 15:00 CEST 36ª giornata | Siena | – | Alessandria | Stadio Artemio Franchi |

| Alessandria 2020, ore 15.00 CEST 37ª giornata | Alessandria | – | Pergolettese | Stadio Giuseppe Moccagatta |

| Vercelli 2020, ore 17.30 CEST 38ª giornata | Pro Vercelli | – | Alessandria | Stadio Silvio Piola |

### Spareggi

#### Fase a eliminazione diretta
| Alessandria 2020, ore CEST Primo turno | Alessandria | – La Pro Patria ha rinunciato alla partecipazione agli spareggi nel rispetto dei termini stabiliti dalla Federazione. | Pro Patria | Stadio Giuseppe Moccagatta |

| Arbitro: | Feliciani (Teramo) |

|                                     |           |                          |
| Arrighini 5’ Eusepi 77’ Sartore 87’ | Marcatori | 13’ Gerli 82’ D'Ambrosio |

#### Fase Nazionale
| Arbitro: | Meraviglia (Pistoia) |

|                 |           |                               |
| Biasci 45’, 72’ | Marcatori | 50’ (rig.), 54’ (rig.) Eusepi |

### Coppa Italia

#### Turni eliminatori
| Arbitro: | Ricci (Firenze) |

|                              |           |  |
| Iocolano 5’ A. Brighenti 31’ | Marcatori |  |

### Coppa Italia Serie C

#### Fase a eliminazione diretta
| Arbitro: | Costanza (Agrigento) |

|  |           |              |
|  | Marcatori | 65’ Akammadu |

| Arbitro: | Collu (Cagliari) |

|                |           |  |
| Han 38’ (rig.) | Marcatori |  |

## Statistiche
Statistiche aggiornate al 22 febbraio 2020.

### Statistiche di squadra
| Competizione         | Punti         | In casa | In casa | In casa | In casa | In casa | In casa | In trasferta | In trasferta | In trasferta | In trasferta | In trasferta | In trasferta | Totale | Totale | Totale | Totale | Totale | Totale | D.R. |
| Competizione         | Punti         | G       | V       | N       | P       | Gf      | Gs      | G            | V            | N            | P            | Gf           | Gs           | G      | V      | N      | P      | Gf     | Gs     | D.R. |
| -------------------- | ------------- | ------- | ------- | ------- | ------- | ------- | ------- | ------------ | ------------ | ------------ | ------------ | ------------ | ------------ | ------ | ------ | ------ | ------ | ------ | ------ | ---- |
| Serie C              | 40            | 14      | 5       | 7       | 2       | 21      | 17      | 13           | 5            | 3            | 5            | 13           | 13           | 27     | 10     | 10     | 7      | 34     | 30     | +4   |
| Coppa Italia         | Secondo turno | 0       | 0       | 0       | 0       | 0       | 0       | 1            | 0            | 0            | 1            | 0            | 2            | 1      | 0      | 0      | 1      | 0      | 2      | -2   |
| Coppa Italia Serie C | Sedicesimi    | 0       | 0       | 0       | 0       | 0       | 0       | 2            | 1            | 0            | 1            | 1            | 1            | 2      | 1      | 0      | 1      | 1      | 1      | 0    |
| Totale               | 40            | 14      | 5       | 7       | 2       | 21      | 17      | 16           | 6            | 3            | 7            | 14           | 16           | 30     | 11     | 10     | 9      | 35     | 33     | +2   |

### Andamento in campionato
| Giornata  | 1  | 2  | 3 | 4 | 5 | 6 | 7 | 8 | 9 | 10 | 11 | 12 | 13 | 14 | 15 | 16 | 17 | 18 | 19 | 20 | 21 | 22 | 23 | 24 | 25 | 26 | 27 | 28 | 29 | 30 | 31 | 32 | 33 | 34 | 35 | 36 | 37 | 38 |
| --------- | -- | -- | - | - | - | - | - | - | - | -- | -- | -- | -- | -- | -- | -- | -- | -- | -- | -- | -- | -- | -- | -- | -- | -- | -- | -- | -- | -- | -- | -- | -- | -- | -- | -- | -- | -- |
| Luogo     | C  | T  | C | T | T | C | T | C | C | T  | C  | T  | C  | T  | C  | T  | C  | T  | C  | T  | C  | T  | C  | C  | T  | C  | T  | T  | C  | T  | C  | T  | C  | T  | C  | T  | C  | T  |
| Risultato | N  | N  | V | V | V | V | V | P | N | N  | N  | P  | V  | N  | N  | P  | P  | P  | V  | V  | N  | P  | N  | N  | P  | V  | V  |    |    |    |    |    |    |    |    |    |    |    |
| Posizione | 11 | 14 | 9 | 3 | 3 | 2 | 2 | 2 | 4 | 3  | 4  | 5  | 3  | 4  | 5  | 5  | 8  | 9  | 7  | 7  | 7  | 8  | 8  | 8  | 8  | 8  | 6  |    |    |    |    |    |    |    |    |    |    |    |

Fonte:  Serie C - Girone A, su calcio.com.
Legenda:

Luogo: C = Casa; T = Trasferta. Risultato: V = Vittoria; N = Pareggio; P = Sconfitta.

## Giovanili
- Responsabile: Nereo Omero
- Segreteria Settore Giovanile: Stefano Carlet
- Segreteria Organizzativa e Scuola Calcio: Maurizio Stinco
- Segreteria logistica CentoGrigio e organizzativa: Saverio Garreffa
- Segreteria Scouting: Matteo Busco
- Segreteria Tornei e referente trasporti interni: Davide Cortese

- Coordinatore Tecnico Settore Giovanile: Corrado Buonagrazia
- Coordinatore attività di base, affiliazioni e progetti Accademia Grigia: Marco De Francisci
- Coordinatore scuola calcio Accademia Grigia: Luca Scarcella
- Coordinatore Scouting Alessandria e Asti: Marco De Francisci

- Coordinatore Scouting Torino: Francesco Napoli
- Addetto Stampa: Michela Amisano
- Operatore ripresa video: Andrea Siano
- Responsabile Magazzino settore Giovanile: Monica Biorci
- Riatletizzatore Settore Giovanile: Francesco Gaia